# 富州 (南梁)
富州，中国古代的州。
南朝梁分郢州设置北新州，后来分北新州设置富州、土州、洄州、泉州、豪州。富州约在今湖北省钟祥市、京山市附近。南陈建立后，泉州被王琳辅佐的萧庄占据。永定三年（559年），王琳被南陈击败，富州和土州、泉州、北新州、洄州、豪州被北周占领，泉州、富州、北新州、洄州、豪州五个州都并入土州。